# Orogastrura fusca
Orogastrura fusca is een springstaartensoort uit de familie van de Hypogastruridae. De wetenschappelijke naam van de soort is voor het eerst geldig gepubliceerd in 1980 door Gers.